# Anton Traven
Anton Traven (Traun), slovenski katoliški duhovnik in prevajalec Svetega pisma, * 18. maj 1754, Dob; † 18. maj 1807, Ježica.

## Življenje in delo
Rodil se je kot otrok kmečke družine pri Domžalah očetu Pavlu Traunu in materi Mariji (roj. Rode). Njegov bratranec je bil teolog in cerkveni skladatelj Janez Adam Traven.
Okrog 1766 je začel obiskovati gimnazijo v Ljubljani. Leta 1770 je končal četrti razred. Med leti 1772 in 1774 je študiral filozofijo, poleg tega je poslušal študije o fiziki, etiki in teologiji. Ni znano na kateri univerzi je končal visokošolske študije. Po 1782 je bil posvečen za duhovnika. Kaplanoval je v župniji Svetega Petra v Ljubljani. 1795 je postal župnik Ježice, kjer je služil do konca svojega življenja.
V Ježici je dal sezidati novo cerkev, za katero je načrte izdelal njegov predhodnik Jurij Japelj.
Skupaj z Modestom Šrajem, Jožefom Riharjem, Jožefom Škrinarjem in Janezom Debevcem je sodeloval pri Japljevem prevodu Svetega pisma v slovenščino. Traven je prevedel Psalme. Traven omenja v spremni besedi, da je uporabljal hebrejski izvirnik in grško Septuaginto, a dejansko je prevedel samo posredno (morda iz nemških in francoskih prevodov Svetega pisma). Bržčas se je naslanjal tudi na Jurja Dalmatina in včasih Primoža Trubarja. Jezikovno se je večinoma držal Japljevih načel. V pravopisu je na Travna vplival Debevec.